# الدوري الكويتي
الدوري الكويتي الممتاز (أو دوري زين الممتاز لأسباب الرعاية) هو أعلى مسابقة للأندية في رياضة كرة القدم في الكويت وتقام تحت رعاية الاتحاد الكويتي لكرة القدم. فبدأ الدوري مع بداية النشاط الرياضي مع إنشاء الأندية، وكانت أول بطولة في سنة 1961.
حققت أندية القادسية والعربي والكويت وكاظمة والسالمية والجهراء بطولة الدوري الممتاز، ويعد نادي الكويت الأكثر فوزًا ببطولة الدوري بواقع 20 مرة، ثم ناديي القادسية العربي بواقع 17 مرة، ثم ناديي كاظمة والسالمية اللذان حققا لقب الدوري 4 مرات، ونادي الجهراء الذي أحرز لقب الدوري مرة واحدة فقط.

## التاريخ
بدأ الدوري الكويتي بشكل رسميّ في موسم 1962/1961 بعد أن كان يُلعب بصفة غير رسميّة لمدة ثمانية سنوات في الفترة من 1951 إلى 1959، حيث كانت تُلعب مجموعة من الأندية غير الرسميّة في الخمسينات وهي: «الأهلي - الجزيرة - العروبة - الخليج - التضامن - القبلي - النهضة - الشرقي - المرقاب - المعلمين - التعاون»، وأيضًَا دخلت الشركات والوزارات كفرق بالبطولات المحلية بالكويت منها «نادي الحبارة بالأحمدي - نادي شركة الغانم - نادي وزارة التربية».

### عقد الستينات

حضور من انطلاقة أول بطولة دوري في عام 1961 ويظهر في الصورة الوزير الراحل عبد العزيز الصرعاوي وأعضاء اتحاد كرة القدم

في موسم 1962/1961 بدأ الموسم الأول للدوري الكويتي بشكلٍ رسمي بعد إغلاق الأندية القديمة وافتتاح النشاط الكروي من جديد بمشاركة 7 فرق جديدة بين أندية ومدارس وهي (العربي والقادسية، والكويت، وثانوية كيفان، وثانوية الشويخ، والكلية الصناعية وفريق الشرطة).
أقيم أول دوري بنظام الذهاب والإياب وتمكن العربي من تسجيل اسمه كأول الأندية فوزاً ببطولة الدوري دون أن يتعادل أو يخسر بفارق 7 نقاط عن القادسية مسجلاً 42 هدفاً واستقبلت شباكه 10 أهداف فقط.
في الموسم التالي تقلص عدد الفرق إلى 6 بعد ابتعاد فريق ثانوية كيفان وتم لعب الدوري بنظام الذهاب والإياب أيضاً. وتمكن نادي العربي من الفوز باللقب الثاني على التوالي بعد حصده لثمانية عشر نقطة متقدماً على غريمه القادسية بثلاثة نقاط فقط مسجلاً 45 هدف واستقبلت شباكه 6 أهداف فقط.
ثالث مواسم الدوري كادت أن تشهد انهاء احتكار العربي للقب بعد منافسة شرسة من القادسية ومشاركة الـ6 فرق نفسها بالموسم السابق. تساوى العربي والقادسية بالنقاط بعد الحاق القادسية أول هزيمة للعربي 2-0 بآخر مباريات الدوري وتساويهم بالنقاط بـ18 نقطة لكلا الفريقان مع أفضلية للعربي بالأهداف. وفي المباراة الفاصلة لتحديد بطل الدوري تمكن العربي من المحافظة على لقبه بعد أن هزم القادسية بهدفين لهدف ليحقق اللقب الثالث على التوالي مسجلاً 42 هدف واستقبلت شباكه 9 أهداف.
في الموسم الرابع 1966/1965 تم ابعاد فرق المدارس من المشاركة بالدوري وشهدت مشاركة 3 أندية جديدة هي السالمية والفحيحيل والشباب. وتمكن نادي الكويت من انهاء احتكار العربي لبطولة الدوري ليحقق اللقب الأول له بتاريخه بعد تصدره المسابقة دون أية هزيمة بثمانية عشر نقطة مسجلاً 44 هدف واستقبلت شباكه 9 أهداف.
شهدت حُقبة الستينات اكتساح للنادي العربي حينما فاز بستة ألقاب مُقابل لقبين للكويت ولقب للقادسية.

### السبعينات
تبدأ حقبة السبعينات بفوز القادسية ببطولة الدوري لموسم 1971/1970 للمرة الثانية بتاريخه. فيما غاب العربي عن بطولته بشكل غريب خلال العشرة أعوام فلم يُحرز أي لقب خلال هذه الفترة إلا في نهايتها حين أحرز لقب موسم 1980/1979، شهدت هذه الفترة أيضاً صراع بيّن ناديّي القادسية والكويت حيث ظفر القادسية بخمسة ألقاب بينما ظفر نادي الكويت بأربعة ألقاب.

### الثمانينات
شهدت حقبة الثمانينات انهاء احتكار كلاً من العربي والقادسية والكويت بالظفر بلقب الدوري حينما فازت باللقب ثلاثة أندية أخرى وهي السالمية الذي فاز بأول لقب له في موسم 1981/1980 ونادي كاظمة الذي فاز بلقبي 1986/1985 و1987/1986 ونادي الجهراء الذي أنهى حقبة الثمانينات بانتصاره بلقب الدوري في موسم 1990/1989 فيما عاد العربي لاكتساحه البطولة بفوز بستة مرات في عقد الثمانينات.

### التسعينات
لم تُقام بطولة الدوري في موسم 1991/1990 بسبب الغزو العراقي على الكويت وبدأت المُسابقة من جديد في موسم 1992/1991 الذي أقيم بنظام المجموعات بتأهل أول وثاني المجموعتين ويتقابل المتصدران ببعض ويتقابل وصيف المجموعتان ببعض ويتأهل الفائزان للنهائي، وكان أول موسم من عقد التسعينات من نصيب نادي القادسية، عاد نظام الدمج مرة أخرى للدوري بمشاركة 14 فريق في موسم 1995/1994. وشهدت حقبة التسعينات تكافؤ ما بين الأندية حيث أحرز نادي العربي 3 ألقاب ونادي السالمية 3 ألقاب ونادي القادسية لقبيّن ونادي كاظمة لقبيّن.

### الألفية الثانية
في بداية الألفية الثانية حقق الكويت بطولة الدوري بعد غياب طويل استمر لمدة 22 عام منذ آخر دوري حققه، تلاه فوز نادي العربي للمرة السادسة عشر في تاريخه في موسم 2002/2001، ومُنذ هذا الموسم وحتى الآن احتكرت البطولة بين نادييّ القادسية والكويت حيث انتصر نادي القادسية بتسعة ألقاب بينما فاز نادي الكويت ب11 لقب ليتخطى نادي الكويت النادي العربي والقادسية كأكثر الأنديّة فوزاً بلقب الدوري برصيد 17 لقب. حقق النادي العربي بطولة الدوري بعد غياب امتد لمدة 19 عام ليحقق الدوري 17 بدون خسارة ليعادل نادي القادسية بعدد القاب الدوري. وفي موسم 2021/2022 حقق نادي الكويت الدوري للمرة السابعة عشر ليعادل كلاً من النادي العربي ونادي القادسية. وفي موسم 2023/2022، حقق نادي الكويت الدوري للمرة الثامنة عشر ليتجاوز كلاً من ناديي القادسية والعربي.

## أرقام وإحصائيات من الدوري
المصدر:
- أقيمت البطولة في العهد الجديد لكرة القدم الكويتية 63 موسم وتوقفت مرة واحدة موسم 90/91 بسبب الغزو العراقي الغاشم على دولة الكويت.
- أكثر نادي حصولا على لقب الدوري هو نادي الكويت بواقع 20 لقب.
- أكثر الفرق حصولا على المركز الثاني في الدوري هو نادي القادسية ب 21 مرة.
- أكثر الفرق حصولا على المركز الثالث في الدوري هو نادي الكويت ب13 مرة.
- عدد المباريات منذ بداية الدوري العام حتى موسم 2011/2012 : 4236 مباراة.
- عدد الأهداف التي سجلت منذ بداية الدوري العام حتى موسم 2011/2012 : 12056 هدف.
- أكثر موسم سجل فيه أهداف في تاريخ الدوري كان الموسم 2014/2015 وسُجل 578 هدف.
- أقل موسم سجل فيه أهداف في تاريخ الدوري كان الموسم 1993/1994 وسُجل 62 هدف فقط.
- القادسية أكثر فريق سجل أهدافاً في موسم واحد بتاريخ الدوري وسجل 86 هدفاً موسم 1979/1980.
- أضعف هجوم بتاريخ الدوري العام كان هجوم اليرموك في الموسم 1993/1994 وسجل هدف واحد فقط.
- أفضل دفاع بتاريخ الدوري العام كان دفاع النادي العربي في موسم 1988/1989 حيث دخل مرماه هدف واحد فقط سُجل في أولى مباريات العربي في مباراته مع الكويت وانتهت بالتعادل الإيجابي 1/1.
- أضعف دفاع بتاريخ الدوري العام كان دفاع الصليبيخات في الموسم 1999/2000 ودخل مرماه 80 هدف.
- أكثر فريق حصل لاعبوه على لقب هداف الدوري هو نادي القادسية بواقع 15 مرة.
- أكبر عدد من النقاط يحصل عليه بطل الدوري هو نادي القادسية[ ؟ ] بـ 68 نقطه في موسم2014/2013.
- أكبر نتيجة حققت في الدوري كانت في مباراة نادي القادسية وثانوية كيفان موسم 1961/1962 وانتهت 13-0 لنادي القادسية.
- الاندية الوحيدة الذي فاز بالثلاثية (الدوري، كأس الأمير، كأس ولي العهد) هو نادي القادسية في موسم 2003/2004.
- القادسية حصل على أكبر عدد من النقاط (68 نقطة) على مستوى بطولات الدوري في الكويت.
- القادسية والكويت هما الفريقان الوحيدان اللذان حققا لقب دوري الدمج بدون أي خسارة في موامسم 2013/2014 و 2014/2015.
- أطول فترة غياب عن الفوز في الدوري هي كانت لنادي الكويت، حيث لم يفز بالدوري منذ عام 1978/1979 وحتى عام 2000/2001.
- أكثر الفرق تسجيلا للأهداف في الدوري في موسم واحد هو نادي القادسية حيث سجل 86 هدف في موسم 1979/1980.
- صاحب أول هدف في تاريخ الدوري الكويتي مهاجم العربي عبد الرحمن العسعوسي هو صاحب هذا الشرف حيث سجل الهدف في الدقيقة العاشرة من الشوط الأول من مباراة فريقه امام الشويخ التي اقيمت في نفس التوقيت مع بقية المباريات علي ملاعب ثانوية الشويخ.
- أكثر لاعب تسجيلا للاهداف بالدوري لموسم واحد هما لاعب نادي القادسية، جاسم يعقوب 31 هدف موسم 1979/1980 وفيصل الدخيل برصيد 30 هدف بنفس الموسم.
- أكثر اللاعبين فوزا بجائزة هداف الدوري الكويتي هو جاسم يعقوب برصيد 5 مرات. (1972/1973 و 1974/1975و 1975/1976 و 1976/1977و 1979/1980)
- أقل الفرق التي دخلت عليها أهداف في الدوري الكويتي في موسم واحد هو النادي العربي في موسم 1988/1989 حيث دخل مرماه هدف واحد فقط وكان الحارس يومئذ عبد الرضا عباس.
- ثلاثة فرق تمكنت من تحقيق لقب الدوري لثلاثة مواسم متتالية وهي العربي والقادسية والكويت، فقد حقق النادي العربي هذا الإنجاز في المواسم (1961/1962 – 1962/1963 – 1963/1964)، ونادي القادسية حقق هذا الإنجاز في المواسم (2002/2003 – 2003/2004 – 2004/2005)، ونادي الكويت أيضاً تمكن من تحقيق هذا الإنجاز في المواسم (2005/2006 – 2006/2007 – 2007/2008). لكن النادي العربي ونادي القادسية هما الفريقان الوحيدان الذان تمكنا أن يكسرا هذا الرقم ويحقق لقب الدوري لأربعة مواسم متتالية العربي (1981/1982 – 1982/1983 – 1983/1984 – 1984/1985) اما القادسية ففي مواسم (2008/2009 - 2009/2010 - 2010/2011 - 2011/2012).
- ثلاثة فرق تمكنت من تحقيق لقب الدوري الكويتي دون أن تتعرض لأي هزيمة وهي العربي خمس مرات في المواسم (1961/1962 – 1962/1963 – 1965/1966 – 1988/1989 – 2020-2021)، والقادسية حقق هذا الإنجاز ثلاث مرات في المواسم (1968/1969 – 1975/1976 - 2013/2014) والكويت ثلاث مرات في مواسم (1964/1965 - 2012/2013 - 2014/2015).[5]
- فريق واحد تمكن من تحقيق لقب الدوري بدون اي خسارة أو تعادل وهو النادي العربي في موسم 1961-1962.
- الدوري موسم 1980/1981 كان الدوري الوحيد الذي حسمته الركلات الترجيحية. بعد تعادل السالمية والعربي بالنقاط ولعبهم لمباراة فاصلة انتهت بالوقتين الأصلي والإضافي بالتعادل السلبي. وحسمها السالمية بالركلات الترجيحية بعد أن فاز 4/1 بالركلات الترجيحية.
- أكبر نتيجة في تاريخ الدوري العام كانت فوز القادسية على ثانوية كيفان 13/صفر موسم 1961/1962.

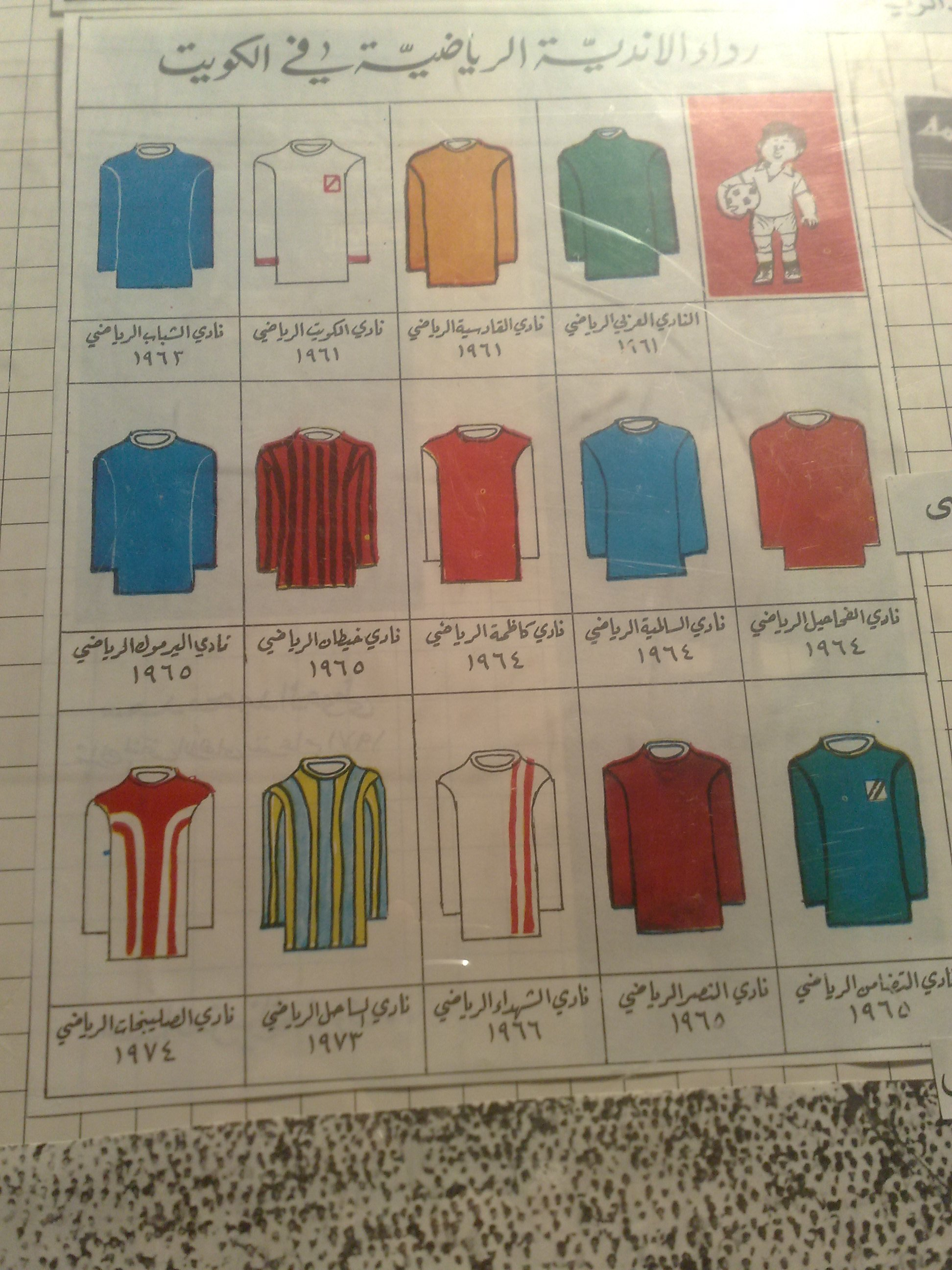
أندية الدوري الكويتي.

- أكثر مباراة سجل فيها أهدافاً في تاريخ الدوري كانت مباراة الكلية الصناعية وثانوية كيفان وسجل في هذه المباراة 16 هدفاً وانتهت بنتيجة 14/2 للكلية الصناعية في الموسم 1961/1962.
- أكثر مدرب وطني حقق بطولة الدوري هو محمد إبراهيم برصيد 7 مرات 6 منها مع نادي القادسية (2002/2003 - 2003/2004 - 2008/2009 - 2009/2010 - 2010/2011 - 2013/2014)، ومرة واحدة مع نادي الكويت (2014/2015).
- أكثر حارس لم تستقبل شباكه أهدفا هو نواف الخالدي حارس مرمى نادي القادسية لـ 1454 دقيقه ويعتبر الثاني عالمياً.
- نادي القادسية انسحب عن الدوري الممتاز في موسم 1996/1997.
- النادي العربي:أكثر من شارك في الدوري الممتاز وقد شارك في دور تفادي الهبوط موسم 1999/2000.
- نادي الكويت: هبط مرتين في موسم 1993/1994 وموسم 1995/1996.
- نادي كاظمة: لعب بالدرجة الأولى قبل ظهوره حتى موسم 1968/1969 وهبط في موسم 2012/2013 بعد 41 سنة.
- نادي السالمية: لعب بالدرجة الأولى قبل ظهوره حتى موسم 1971/1972.
- نادي الجهراء: لعب بالدرجة الأولى قبل ظهوره حتى موسم 1987/1988 وهبط في موسم 2001/2002.
- أكبر عدد من الفوز بالدوري مرات متتالية (4 مرات) مسجل باسم كل من:
  - النادي العربي: مواسم 1981/1982 و1982/1983 و1983/1984 و1984/1985
  - نادي القادسية: مواسم 2008/2009 و2009/2010 و2010/2011 و2011/2012.
  - نادي الكويت: مواسم 2017/2016 و2018/2017 و2019/2018 و2020/2019.
- أقيمت مسابقة الدوري الكويتي باربعة أنظمة وهي نظام الدمج (14 بطولة) ونظام الدرجتين (33 بطولة) نظام الدمج ثم الدرجتين (6 بطولات) نظام المجموعات (بطولتين).
- منذ موسم 1998/1999 وحتى موسم 2006/2007 سمي الدوري باسم دوري الشهيد فهد الأحمد لكرة القدم
- منذ موسم 2013/2014 سمي الدوري باسم دوري VIVA لكرة القدم
- وفي موسم 2019/2020 سمي الدوري باسم دوري STC لكرة القدم بعد تغيير اسم شركة VIVA لاسمها الإعلامي.
- مع بداية موسم 2022/2023 سمي الدوري بأسم دوري زين الممتاز.

## الفرق التي تلعب في الدوري
- لغاية موسم 2024/2025

| الفريق    | سنة التأسيس | اللعب بالدوري | الفوز بالدوري | الملعب                |
| الكويت    | 1960        | 60            | 20            | ملعب نادي الكويت      |
| العربي    | 1960        | 62            | 17            | ملعب صباح السالم      |
| القادسية  | 1960        | 60            | 17            | إستاد محمد الحمد      |
| السالمية  | 1964        | 57            | 4             | ملعب ثامر             |
| كاظمة     | 1964        | 54            | 4             | إستاد الصداقة والسلام |
| الجهراء   | 1966        | 33            | 1             | ملعب مبارك العيار     |
| الفحيحيل  | 1964        | 41            | 0             | ملعب نايف الدبوس      |
| التضامن   | 1965        | 34            | 0             | ملعب مساعد الشنفا     |
| النصر     | 1965        | 41            | 0             | ملعب علي صباح السالم  |
| الشباب    | 1963        | 34            | 0             | ملعب الأحمدي          |
| خيطان     | 1965        | 26            | 0             | ملعب ناصر العصيمي     |
| اليرموك   | 1965        | 39            | 0             | ملعب عبد الله الخليفة |
| الساحل    | 1967        | 27            | 0             | ملعب نادي الساحل      |
| الصليبخات | 1972        | 22            | 0             | إستاد جابر المبارك    |
| برقان     | 2007        | 1             | 0             |                       |

## سجل الأبطال
| - 1961–62: العربي - 1962–63: العربي - 1963–64: العربي - 1964–65: الكويت - 1965–66: العربي - 1966–67: العربي - 1967–68: الكويت - 1968–69: القادسية - 1969–70: العربي - 1970–71: القادسية - 1971–72: الكويت - 1972–73: القادسية - 1973–74: الكويت - 1974–75: القادسية - 1975–76: القادسية - 1976–77: الكويت - 1977–78: القادسية - 1978–79: الكويت - 1979–80: العربي - 1980–81: السالمية | - 1981–82: العربي - 1982–83: العربي - 1983–84: العربي - 1984–85: العربي - 1985–86: كاظمة - 1986–87: كاظمة - 1987–88: العربي - 1988–89: العربي - 1989–90: الجهراء - 1990–91 لم تقم بسبب الغزو العراقي للكويت - 1991–92: القادسية - 1992–93: العربي - 1993–94: كاظمة - 1994–95: السالمية - 1995–96: كاظمة - 1996–97: العربي - 1997–98: السالمية - 1998–99: القادسية - 1999–2000: السالمية - 2000–01: الكويت | - 2001–02: العربي - 2002–03: القادسية - 2003–04: القادسية - 2004–05: القادسية - 2005–06: الكويت - 2006–07: الكويت - 2007–08: الكويت - 2008–09: القادسية - 2009–10: القادسية - 2010–11: القادسية - 2011–12: القادسية - 2012–13: الكويت - 2013–14: القادسية - 2014–15: الكويت - 2015–16: القادسية - 2016–17: الكويت - 2017–18: الكويت - 2018–19: الكويت - 2019–20: الكويت - 2020–21: العربي | - 2021–22: الكويت - 2022–23: الكويت - 2023–24: الكويت - 2024–25: الكويت |

## الأكثر تتويجاً

### حسب النادي
| # | النادي   | مرات البطولة | مرات الوصافة | مواسم البطولة |
| 1 | الكويت   | 20           | 10           | 1964–65، 1967–68، 1971–72، 1973–74، 1976–77، 1978–79، 2000–01، 2005–06، 2006–07، 2007–08، 2012–13، 2014–15، 2016–17، 2017–18، 2018–19، 2019–20، 22-2021، 2022–23 ، 2023–24 ، 2024–25 |
| 2 | القادسية | 17           | 22           | 1968–69، 1970–71، 1972–73، 1974–75، 1975–76، 1977–78، 1991–92، 1998–99، 2002–03، 2003–04، 2004–05، 2008–09، 2009–10، 2010–11، 2011–12، 2013–14، 2015–16                              |
| 3 | العربي   | 17           | 11           | 1961–62، 1962–63، 1963–64، 1965–66، 1966–67، 1969–70، 1979–80، 1981–82، 1982–83، 1983–84، 1984–85، 1979–88، 1988–89، 1992–93، 1996–97، 2001–02، 2020–21                              |
| 4 | كاظمة    | 4            | 7            | 1985–86، 1986–87، 1993–94، 1995–96 |
| 5 | السالمية | 4            | 6            | 1980–81، 1994–95، 1997–98، 1999–00 |
| 6 | الجهراء  | 1            | –            | 1989–90 |

### حسب المحافظة
| المحافظة | عدد الألقاب | الأندية الفائزة                     |
| -------- | ----------- | ----------------------------------- |
| العاصمة  | 41          | الكويت (20)، العربي (17)، كاظمة (4) |
| حولّي     | 21          | القادسية (17)، السالمية (4)         |
| الجهراء  | 1           | الجهراء (1)                         |

## هدافو الدوري الكويتي

### الأكثر تهديفاً
- آخر تحديث للقائمة تاريخ 11 مايو 2025.[6]

| المركز | اللاعب            | الجنسية | الفريق                                    | عدد الأهداف |
| 1      | بدر المطوع        | الكويت  | القادسية                                  | 173         |
| 2      | فراس الخطيب       | سوريا   | النصر، العربي، القادسية، الكويت، السالمية | 162         |
| 3      | جاسم يعقوب        | الكويت  | القادسية                                  | 146         |
| 4      | فيصل الدخيل       | الكويت  | القادسية                                  | 141         |
| 5      | يوسف سويد         | الكويت  | كاظمة                                     | 137         |
| 6      | علي مروي          | الكويت  | السالمية                                  | 111         |
| 7      | بشار عبد الله     | الكويت  | السالمية، الكويت                          | 105         |
| 8      | عبد الرحمن الدولة | الكويت  | العربي                                    | 105         |
| 9      | عنبر سعيد         | الكويت  | العربي                                    | 90          |
| 10     | حمد الصالح        | الكويت  | القادسية                                  | 83          |

### قائمة هدافي كل موسم
| السنة     | الهداف                       | الجنسية           | النادي                   | عدد الأهداف |  |
| 1961–62   | خلف الشطي (الحمر) صالح زكريا | الكويت            | القادسية الكلية الصناعية | 21 هدف      |  |
| 1962–63   | عبد الرحمن الدولة            | الكويت            | العربي                   | 15 هدف      |  |
| 1963–64   | عثمان العصيمي                | الكويت            | القادسية                 | 17 هدف      |  |
| 1964–65   | عبد الرحمن الدولة            | الكويت            | العربي                   | 16 هدف      |  |
| 1965–66   | عبد الرحمن الدولة            | الكويت            | العربي                   | 22 هدف      |  |
| 1966–67   | عبد الرحمن الدولة            | الكويت            | العربي                   | 12 هدف      |  |
| 1967–68   | محمد يوسف                    | الكويت            | السالمية                 | 6 هدف       |  |
| 1968–69   | محمد المسعود علي حسين آرتي   | الكويت            | القادسية العربي          | 6 أهداف     |  |
| 1969–70   | حسن شحاتة                    | مصر               | كاظمة                    | 7 أهداف     |  |
| 1970–71   | حسن شحاتة                    | مصر               | كاظمة                    | 9 أهداف     |  |
| 1971–72   | محمد المسعود حسن شحاتة       | الكويت · مصر      | القادسية كاظمة           | 7 أهداف     |  |
| 1972–73   | علي الملا                    | الكويت            | العربي                   | 16 هدف      |  |
| 1973–74   | جاسم يعقوب                   | الكويت            | القادسية                 | 10 هدف      |  |
| 1974–75   | جاسم يعقوب                   | الكويت            | القادسية                 | 25 هدف      |  |
| 1975–76   | جاسم يعقوب                   | الكويت            | القادسية                 | 16 هدف      |  |
| 1976–77   | جاسم يعقوب فيصل الدخيل       | الكويت            | القادسية                 | 12 هدف      |  |
| 1977–78   | سعود بوحمد                   | الكويت            | القادسية                 | 10 أهداف    |  |
| 1978–79   | علي الملا                    | الكويت            | العربي                   | 10 هدف      |  |
| 1979–80   | جاسم يعقوب                   | الكويت            | القادسية                 | 31 هدف      |  |
| 1980–81   | فيصل الدخيل أحمد خلف         | الكويت            | القادسية العربي          | 19 هدف      |  |
| 1981–82   | طارق نجم                     | الكويت            | كاظمة                    | 16 هدف      |  |
| 1982–83   | طالب حسين                    | الكويت            | الصليبيخات               | 23 هدف      |  |
| 1983–84   | يوسف سويد                    | الكويت            | كاظمة                    | 26 هدف      |  |
| 1984–85   | فيصل الدخيل                  | الكويت            | القادسية                 | 22 هدف      |  |
| 1985–86   | صالح المسند                  | الكويت            | كاظمة                    | 9 أهداف     |  |
| 1986–87   | ناصر الغانم                  | الكويت            | كاظمة                    | 9 أهداف     |  |
| 1987–88   | فيصل الدخيل                  | الكويت            | القادسية                 | 11 هدف      |  |
| 1988–89   | بدر العنبري                  | الكويت            | الكويت                   | 8 هدف       |  |
| 1989–90   | خالد علي ناصر                | الكويت            | العربي                   | 8 هدف       |  |
| 1990–91   | لم تقم البطولة بسبب ا لغزو   |                   |                          |             |  |
| 1991–92   | جاسم الهويدي                 | الكويت            | السالمية                 | 7 أهداف     |  |
| 1992–93   | علي مروي                     | الكويت            | السالمية                 | 10 أهداف    |  |
| 1993–94   | حمد الصالح نواف جديد         | الكويت            | القادسية الجهراء         | 12 هدف      |  |
| 1994–95   | حمد الصالح                   | الكويت            | القادسية                 | 22 هدف      |  |
| 1995–96   | كارلوس برانكو                | البرازيل          | كاظمة                    | 6 أهداف     |  |
| 1996–97   | سلمان عواد كارلوس برانكو     | الكويت · البرازيل | الجهراء كاظمة            | 12 أهداف    |  |
| 1997–98   | علي مروي                     | الكويت            | السالمية                 | 28 هدف      |  |
| 1998–99   | علي مروي                     | الكويت            | السالمية                 | 22 هدف      |  |
| 1999–2000 | خلف السلامة                  | الكويت            | الجهراء                  | 10 أهداف    |  |
| 2000–01   | بشار عبد الله                | الكويت            | السالمية                 | 10 أهداف    |  |
| 2001–02   | مالك جون                     | السنغال           | كاظمة                    | 10 أهداف    |  |
| 2003–03   | دينيس                        | البرازيل          | الكويت                   | 9 أهداف     |  |
| 2003–04   | خلف السلامة                  | الكويت            | القادسية                 | 12 هدف      |  |
| 2004–05   | فراس الخطيب                  | سوريا             | العربي                   | 13 هدف      |  |
| 2005–06   | حمد الحربي                   | الكويت            | السالمية                 | 22 هدف      |  |
| 2006–07   | بشار عبد الله                | الكويت            | السالمية                 | 10 أهداف    |  |
| 2007–08   | أحمد عجب                     | الكويت            | القادسية                 | 14 هدف      |  |
| 2008–09   | كاريكا                       | البرازيل          | النصر                    | 13 هدف      |  |
| 2009–10   | إسماعيل العجمي               | سلطنة عمان        | الكويت                   | 13 هدف      |  |
| 2010–11   | فراس الخطيب                  | سوريا             | القادسية                 | 14 هدف      |  |
| 2011–12   | محمد زينو                    | سوريا             | السالمية                 | 10 أهداف    |  |
| 2012–13   | عصام جمعة روجيريو            | تونس · البرازيل   | الكويت                   | 11 هدف      |  |
| 2013–14   | عمر السومة                   | سوريا             | القادسية                 | 23 هدف      |  |
| 2014–15   | باتريك فابيانو               | البرازيل          | كاظمة                    | 22 هدف      |  |
| 2015–16   | فراس الخطيب                  | سوريا             | العربي                   | 23 هدف      |  |
| 2016–17   | باتريك فابيانو               | البرازيل          | كاظمة                    | 17 هدف      |  |
| 2017–18   | فيصل عجب                     | الكويت            | التضامن                  | 15 هدف      |  |
| 2018–19   | حسين الموسوي                 | الكويت            | العربي                   | 14 هدف      |  |
| 2019–20   | باتريك فابيانو يوسف ناصر     | البرازيل · الكويت | السالمية الكويت          | 14 هدف      |  |
| 2020–21   | عدي الدباغ                   | دولة فلسطين       | العربي                   | 13 هدف      |  |
| 22-2021   | شبيب الخالدي                 | الكويت            | كاظمة                    | 11 هدف      |  |
| 23-2022   | ياسين الخنيسي                | تونس              | الكويت                   | 20 هدف      |  |
| 2023-24   | حمزة خابا                    | المغرب            | العربي                   | 20 هدف      |  |
| 2024-25   | فيتور داسيلفا                | البرازيل          | الفحيحيل                 | 22 هدف      |  |